# Ферхар I
Ферхар I (Ферхар мак Коннайд; гэльск. Ferchar mac Connaid) — король гэльского королевства Дал Риада, правивший с 642 по 650 год. Единственный сын Коннада и, вероятно, потомок короля Комгалла (по другим источникам — Габрана).
О сроке его правления существуют противоречивые сведения: в некоторых источниках указывается, что он правил 16 лет и, возможно, некоторое время разделял престол Дал Риады с Домналлом I.